# Bill Haydon
Bill Haydon è un personaggio immaginario, ufficiale dirigente dei servizi segreti inglesi (MI6), creato dallo scrittore John le Carré, ed è una delle figure più importanti del romanzo La talpa.
L'autore si è ispirato, più o meno direttamente, a Kim Philby, un vero agente doppiogiochista al servizio del KGB che fece saltare la copertura a molti agenti britannici, tra cui lo stesso le Carré quando era in forze ai servizi segreti britannici.

## Biografia
Bill Haydon nasce da un'importante famiglia aristocratica attiva in politica.  Fu reclutato nel Circus (l'MI6 per John le Carré) nel 1938, dopo essersi laureato  brillantemente all'Università di Oxford. Egli è un uomo affascinante e carismatico, è in possesso di un'alta intelligenza, e non solo, a quanto pare, è molto amico di un suo collega, Jim Prideaux. Haydon e Prideaux hanno portato al Circus nuovi agenti, e grazie a questo loro programma, attraverso la seconda guerra mondiale, è iniziata l'ascesa di Haydon all'interno dei servizi segreti dove è arrivato a diventare uno degli alti ufficiali a Londra.
Non è chiaro se siano esistite o meno relazioni fisiche con Prideaux, anche se la bisessualità di Haydon viene definita in diversi punti del romanzo La talpa.
Ne La talpa, il protagonista George Smiley, alto dirigente dei servizi segreti in pensione ed ex collega di Haydon, è incaricato di scovare un doppio agente e tra i possibili sospettati emerge anche Haydon. Alla fine del romanzo si scopre che proprio Haydon è il doppio agente, reclutato dal fantomatico Karla, oscuro capo dei servizi segreti sovietici. Mentre continuava la sua ascesa all'interno del Circus, Haydon ha introdotto una nuova e falsa fonte sovietica denominata "Merlin", Alexei Alexandrovic Poliakov. Gli altri capi del Circus credevano che il compito di Poliakov fosse quello di consegnare il materiale segreto russo agli inglesi (materiale erroneamente ritenuto importantissimo dal Circus), mentre in realtà il suo vero compito era ricevere informazioni da Haydon e consegnarle a Karla. 
Nello stesso periodo, Haydon  aveva iniziato una relazione con Lady Ann Sercombe, sua lontana cugina e moglie di George Smiley, diventando il suo amante. Ciò, come svelato al termine de La talpa, non dipendeva dalla sua volontà, ma gli era stato ordinato dal capo del KGB Karla, al fine di crearsi un alibi per minare i sospetti che Smiley avrebbe potuto avere su di lui.
Controllo, l'anonimo capo del Circus, già sospettava che tra i suoi compagni agli alti livelli si annidasse un agente doppiogiochista. Dopo lunghe riflessioni, ha eliminato tutti ad eccezione di Percy Alleline, Roy Bland, George Smiley, Haydon  e Toby Esterhase che quindi rimanevano gli unici cinque sospettati. Nel vano tentativo di scoprire il nome della talpa Controllo aveva organizzato una fallimentare missione in Cecoslovacchia, dove lo stesso Jim Prideaux era stato gravemente ferito. Controllo fu costretto a dimettersi assieme a George Smiley, mentre Percy Alleline gli succedeva come capo del Circus. Haydon fu scelto quindi da Alleline  come capo della "Stazione di Londra",  dandogli inconsapevolmente libero accesso  a tutti i segreti d'intelligence e il controllo di molte delle operazioni.
Smiley, ormai in pensione, è convinto dal sottosegretario Lacon a continuare le indagini di Controllo e riesce quindi a smascherare Haydon che, durante un interrogatorio, rivela a Smiley di essere un colonnello sovietico. Poco dopo viene trovato morto, forse ucciso da Jim  Prideaux,  nel luogo di detenzione dove è stato rinchiuso in attesa del trasferimento in Russia.
Diversamente dal romanzo, nell'omonimo film del 2011 non ci sono dubbi sulla colpevolezza di Prideaux, che si vendica così di tutte le sofferenze inflittegli dai russi a causa di Haydon dopo il fallimento della operazione in Cecoslovacchia (Ungheria nel film).

## Rappresentazioni cinematografiche e televisive
Più volte il personaggio di Haydon è stato rappresentato all'interno di trasposizioni televisive e cinematografiche dei romanzi di John Le Carré:
- La talpa (Tinker, Tailor, Soldier, Spy) miniserie televisiva del 1979: Haydon è stato interpretato da Ian Richardson
- La talpa,  serie radiofonica del 1988 prodotta dalla BBC Radio 4, la voce di Haydon è prestata da Edward de Souza. Nel film
- La talpa (Tinker Tailor Soldier Spy, 2011) di Tomas Alfredson, dove è interpretato dal premio Oscar Colin Firth

## Riferimenti
- La talpa, 1974, di John Le Carré